# Acalypha hainanensis
Acalypha hainanensis là một loài thực vật có hoa trong họ Đại kích. Loài này được Merr. & Chun mô tả khoa học đầu tiên năm 1940.